# Samuel Pitiscus
Samuel Pitiscus (Zutphen, 30 maart 1637 - Utrecht, 1 februari 1727) was een Nederlands geschiedschrijver en classicus. Hij was een neef van Bartholomaeus Pitiscus

## Biografie
Samuel Pitiscus werd geboren te Zutphen als zoon van een vicaris. Zijn ouders waren Duitse immigranten afkomstig uit de Palts. Op zestienjarige leeftijd ging hij in Deventer theologie studeren aan het Athenaeum Illustre. In 1655 vervolgde hij zijn studie in Groningen. Drie jaar later werd hij benoemd tot rector van de Latijnse school in zijn geboortestad. Hij vervulde deze functie tot 1685 toen hij diezelfde functie ging bekleden aan een Latijnse school in Utrecht. In 1690 werd hij door een drukker gevraagd om commentaar te leveren op het werk van Suetonius en later dat jaar zou dat boek gepubliceerd worden. Samen met Arnoldus Henricus Westerhovius aan een Latijns-Nederlands woordenboek. In 1717 ging Pitiscus met emeritaat.

## Werken
- Gaiji Suetonii Tranquilli Opera (1690)
- Lexicon antiquitatum Romanarum (1713)
- Lexicon Latino-Belgicum novum (1729, postuum uitgegeven)